# Клермон-ле-Ферм
Клермо́н-ле-Ферм (фр. Clermont-les-Fermes) — коммуна во Франции, находится в регионе Пикардия. Департамент коммуны — Эна. Входит в состав кантона Вервен. Округ коммуны — Лан.
Код INSEE коммуны — 02200.

## Население
Население коммуны на 2010 год составляло 120 человек.
| 1962 | 1968 | 1975 | 1982 | 1990 | 1999 | 2010 |
| ---- | ---- | ---- | ---- | ---- | ---- | ---- |
| 309  | 301  | 193  | 164  | 130  | 131  | 120  |

## Экономика
В 2010 году среди 84 человек трудоспособного возраста (15—64 лет) 65 были экономически активными, 19 — неактивными (показатель активности — 77,4 %, в 1999 году было 71,8 %). Из 65 активных жителей работали 53 человека (34 мужчины и 19 женщин), безработных было 12 (6 мужчин и 6 женщин). Среди 19 неактивных 6 человек были учениками или студентами, 3 — пенсионерами, 10 были неактивными по другим причинам.